# Eriogonum baileyi
Eriogonum baileyi är en slideväxtart som beskrevs av S. Wats.. Eriogonum baileyi ingår i släktet Eriogonum och familjen slideväxter. Utöver nominatformen finns också underarten E. b. praebens.